# HV71
Der HV71 (Husqvarna Vätterstad 1971, bei internationalen Turnieren als HV71 Jönköping) ist ein schwedischer Eishockeyverein, der in der Stadt Jönköping in Småland ansässig ist und ab der Saison 2022/23 wieder der Svenska Hockeyligan angehört.

## Geschichte
Der HV71 wurde am 24. Mai 1971 durch den Zusammenschluss der beiden Vereine Huskvarna IF und Vätterstads IF, die aus Vororten Jönköpings stammten, gegründet, weshalb der Club zuerst den Namen Husqvarna/Vätterstads IF trug. Aber noch im selben Jahr wurde die Kurzform HV71 zum offiziellen Vereinsnamen bestimmt. Zum ersten Mal in Schwedens höchste Spielklasse, die Elitserien, gelang HV71 im Jahr 1979, stieg aber direkt wieder ab. 1985 stieg der Verein wieder in die erste Liga auf und etablierte sich in dieser und gehört spätestens seit der Jahrtausendwende zu den Top-Clubs in Schweden.
1995, 2004, 2008, 2010 und 2017 gewann HV71 durch Siege im Play-off-Finale die Schwedische Meisterschaft. Des Weiteren beendete man die Hauptrunde der Elitserien 2003/04 und 2005/06, 2009/10 und 2010/11 als Erster. Ende der 1990er Jahre trug HV71 für kurze Zeit den Beinamen „Blue Bulls“.
HV71 belegte 1995 den achten und letzten Platz, der noch zur Play-off-Teilnahme berechtigte. Nachdem die „best of five“-Serie gegen Djurgårdens IF im Viertelfinale 3:0 gewonnen wurde, gelang HV71 nach einem 0:2-Rückstand in der Serie noch der Einzug ins Finale durch drei in folge gewonnene Siege gegen Malmö IF. Das Finale schließlich gewannen die „Blue Bulls“ durch ein 5:4 nach Verlängerung im entscheidenden fünften Spiel gegen Brynäs IF. Das entscheidende Tor im Sudden Death erzielte der der spätere Meistertrainer Johan Lindbom. Es war das erste und bisher einzige Mal, dass der Tabellen-Achte Meister wurde.
Beim Endrunden-Viertelfinale 2004 stellte HV71 einen neuen Rekord auf, als im Spiel gegen MoDo Hockey sieben Tore in einem Drittel erzielt wurden. Im Halbfinale schlug HV71 Frölunda HC und im Finale setzte man sich gegen Färjestad BK durch. Danach folgen magere Jahre für HV. In der Saison 04/05 machte die Nordamerikanische Profiliga NHL durch einen „Lockout“ eine Zwangspause ein. Während viele andere Vereine die Gelegenheit nutzten, um die schwedischen NHL-Stars in die Elitserien zu locken, entschied sich HV mit der vorhandenen Mannschaft zu bestreiten. Eine Rechnung, die nicht aufging: die Hauptrunde endete auf dem 10. Platz, womit die Play-offs verpasst wurden. In der folgenden Spielzeit wurde eine gute Mannschaft zusammengestellt, die die Hauptrunde als Erster abschloss. Als klare Favoriten in den Play-offs kam HV bis ins Halbfinale, wo der Gegner erneut Färjestad hieß. Die „best of seven“-Serie entschied sich erst im letzten Spiel, als die Mannschaft aus Karlstad in den letzten Minuten zwei Tore erzielte und dadurch ins Finale einzog. In der darauffolgenden Saison wurde das Halbfinale wieder zur Endstation, als das letzte Spiel gegen MoDo verloren ging. In der Saison 2007/08 folgte auf Per Mårts Kent „Kenta“ Johansson vom Ligakonkurrenten Timrå. Mit mehreren teuren und hochkarätigen Verstärkungen gelang HV71 ein unangefochtener erster Platz in der Hauptrunde sowie der Sieg im sechsten Finale gegen Linköpings HC und damit der dritte Meistertitel. Das entscheidende Tor erzielte Eric Johansson nach 5 Minuten und 17 Sekunden in der Verlängerung.
2009 erreichte die Mannschaft wieder das Finale, verlor jedoch gegen Färjestad. 2010 konnte man erneut die Meisterschaft erringen. Insgesamt war die Finalserie von 2010 von vielen engen Spielen gekennzeichnet: fünf der sechs Finalspiele wurden im Sudden Death entschieden. Im sechsten Spiel war es Teemu Laine, der mit seinem Treffer in der vierten Minute der Verlängerung HV71 den vierten Titel bescherte.
Nach 2010 zeigte die Leistungskurve jedoch deutlich nach unten. 2011 wurde HV zwar wiederum erster der Vorrunde, schied jedoch nach vier Niederlagen in Folge im Viertelfinale gegen den AIK (8. der Vorrunde) aus. Auch in den folgenden Spielzeiten verlor HV71 regelmäßig in der ersten Runde der Play-offs.
Erst in der Saison 2016/17 gewann der Verein relativ unerwartet seine fünfte schwedische Meisterschaft. Auch dieses Mal wurde das Finale in der Verlängerung entschieden, dieses Mal gegen Brynäs IF. Simon Önerud, der das Eishockeyspielen bei HV erlernte und dort fast seine gesamte Karriere absolviert hatte, sicherte der Mannschaft mit seinem Tor den fünften Titel in der Vereinsgeschichte.
Am Ende der Hauptrunde 2020/21 belegte HV71 den letzten Tabellenplatz (14). Nach einer verlorenen Best-of-Seven-Serie gegen Brynäs IF und 36 Jahren Zugehörigkeit zur höchsten Spielklasse stieg HV71 in die HockeyAllsvenskan ab.

### Meistermannschaften
| 1994/95 | Torhüter: Boo Ahl, Peter Åslin Verteidiger: Hans Abrahamsson, Per Gustafsson, David Halvardsson, Kenneth Kennholt, David Petrasek, Nicklas Rahm, Andreas Schultz, Fredrik Stillman Angreifer: Johan Davidsson, Peter Ekelund, Stefan Falk, Tomas Gustafsson, Peter Hammarström, Esa Keskinen, Patric Kjellberg, Johan Lindbom, Thomas Ljungbergh, Stefan Örnskog, Marko Palo, Magnus Salmi, Mathias Svedberg, Ove Thörnberg Cheftrainer: Sune Bergman |

| 2003/04 | Torhüter: Boo Ahl, Stefan Liv, Jarmo Myllys Verteidiger: Johan Halvardsson, Per Gustafsson, Daniel Ljungkvist, Jouni Loponen, Mika Niskanen, Fredrik Olausson, Simon Skoog, Ola Svanberg, Ola Thorwalls Angreifer: Johan Davidsson, Peter Ekelund, David Fredriksson, Jani Hassinen, Stefan Hellkvist, Anders Huusko, Andreas Jämtin, Pasi Määttänen, Sebastian Meijer, Björn Melin, Mattias Remstam, Kalle Sahlstedt, Per-Åge Skrøder, Martin Thörnberg Cheftrainer: Pär Mårts |

| 2007/08 | Torhüter: Andreas Andersson, Stefan Liv Verteidiger: Johan Åkerman, Patrick André Bovim, Daniel Grillfors, Per Gustafsson, Johan Halvardsson, Mikko Luoma, David Petrasek, Pasi Puistola, Lance Ward Angreifer: Johan Davidsson, Henrik Eriksson, Andreas Falk, David Fredriksson, Jan Hrdina, Andreas Jämtin, Eric Johansson, Jonas Johansson, Jari Kauppila, Per Ledin, Johan Lindström, Björn Melin, Mattias Tedenby, Martin Thörnberg, Jukka Voutilainen Cheftrainer: Kent Johansson |

| 2009/10 | Torhüter: Andreas Andersson, Stefan Liv Verteidiger: Adam Almqvist, Johan Björk, Daniel Grillfors, Per Gustafsson, Janne Niinimaa, David Petrasek, Pasi Puistola, Nichlas Torp, Lance Ward, Jesper Williamsson Angreifer: Kris Beech, Johan Davidsson, Andreas Falk, Teemu Laine, Per Ledin, Johan Lindström, Johan Linnander, Björn Melin, Simon Önerud, André Petersson, Oscar Sundh, Mattias Tedenby, Martin Thörnberg, David Ullström, Jukka Voutilainen Cheftrainer: Janne Karlsson |

| 2016/17 | Torhüter: Fredrik Pettersson Wentzel, Linus Söderström Verteidiger: Adam Almqvist, Kristofer Berglund, Andreas Borgman, Niklas Hansson, Mikko Lehtonen, Christoffer Persson, Lawrence Pilut, Dylan Reese Angreifer: Chris Abbott, Erik Andersson, Lias Andersson, Pär Arlbrandt, Anton Bengtsson, Ted Brithén, Isac Brännström, Erik Christensen, Teemu Laine, Simon Önerud, Filip Sandberg, Kevin Stenlund, Oscar Sundh, Mattias Tedenby, Martin Thörnberg, Christoffer Törngren, David Ullström Trainerstab: Johan Lindbom, Stephan Lundh, Nicklas Rahm |

### Saison-Statistiken

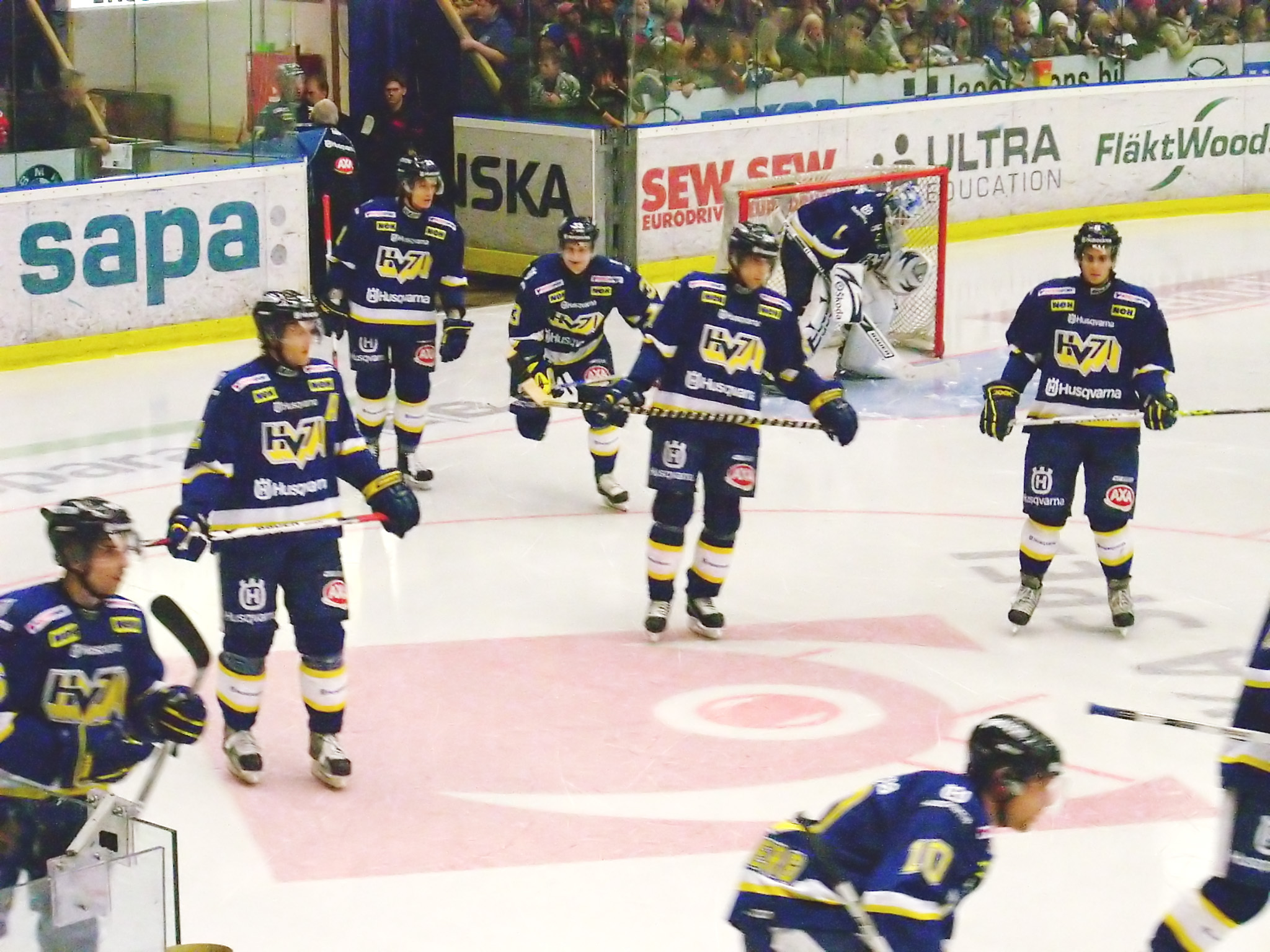
Spieler von HV71 in der Saison 2007/08

| Saison  | Sp   | S   | N   | U   | Pkt. | T    | Ggt  | Pl. | Liga    | Play-offs/sonstiges                        |
| 1971/72 | 18   | 6   | 2   | 10  | 14   | 82   | 101  | 7   | Div. II | nicht erreicht                             |
| 1972/73 |      |     |     |     |      |      |      | 4   | Div. II | nicht erreicht                             |
| 1973/74 |      |     |     |     |      |      |      | 1   | Div. II | 3. Platz, Qualifikation für die Elitserien |
| 1974/75 |      |     |     |     |      |      |      | 1   | Div. II | Aufstieg in Division 1                     |
| 1975/76 | 22   | 16  | 1   | 5   | 33   | 110  | 67   | 3   | Div. I  | 2. Play-off zu den Elitserien              |
| 1976/77 | 33   | 24  | 2   | 7   | 50   | 224  | 101  | 1   | Div. I  | 3. Platz, Qualifikation für die Elitserien |
| 1977/78 | 27   | 19  | 2   | 6   | 40   | 162  | 191  | 2   | Div. I  | 1. Play-off zu den Elitserien              |
| 1978/79 | 27   | 17  | 3   | 7   | 37   | 144  | 92   | 2   | Div. I  | Aufstieg in die Elitserien                 |
| 1979/80 | 36   | 8   | 24  | 4   | 20   | 113  | 170  | 10  | ES      | Abstieg in Division 1                      |
| 1980/81 | 36   | 31  | 4   | 1   | 63   | 260  | 95   | 1   | Div. I  | nicht erreicht                             |
| 1981/82 | 36   | 32  | 2   | 2   | 66   | 266  | 126  | 1   | Div. I  | nicht erreicht                             |
| 1982/83 | 32   | 20  | 9   | 3   | 43   | 198  | 110  | 6   | Div. I  | nicht erreicht                             |
| 1983/84 | 32   | 18  | 9   | 5   | 41   | 167  | 111  | 3   | Div. I  | nicht erreicht                             |
| 1984/85 | 32   | 22  | 7   | 3   | 47   | 241  | 138  | 5   | Div. I  | Aufstieg in die Elitserien                 |
| 1985/86 | 36   | 16  | 14  | 6   | 38   | 128  | 118  | 3   | ES      | Halbfinale                                 |
| 1986/87 | 36   | 16  | 15  | 5   | 37   | 103  | 115  | 5   | ES      | nicht erreicht                             |
| 1987/88 | 40   | 17  | 18  | 5   | 39   | 149  | 166  | 7   | ES      | Viertelfinale                              |
| 1988/89 | 40   | 17  | 20  | 3   | 37   | 156  | 155  | 8   | ES      | Viertelfinale                              |
| 1989/90 | 40   | 16  | 21  | 3   | 35   | 131  | 161  | 9   | ES      | nicht erreicht                             |
| 1990/91 | 40   | 17  | 18  | 5   | 39   | 142  | 119  | 6   | ES      | Viertelfinale                              |
| 1991/92 | 40   | 17  | 16  | 7   | 41   | 151  | 129  | 8   | ES      | Viertelfinale                              |
| 1992/93 | 40   | 13  | 19  | 8   | 34   | 123  | 149  | 9   | ES      | nicht erreicht                             |
| 1993/94 | 40   | 15  | 18  | 7   | 37   | 111  | 118  | 9   | ES      | nicht erreicht                             |
| 1994/95 | 40   | 12  | 19  | 9   | 33   | 117  | 143  | 8   | ES      | Schwedischer Meister                       |
| 1995/96 | 40   | 18  | 14  | 8   | 44   | 156  | 131  | 4   | ES      | Viertelfinale                              |
| 1996/97 | 50   | 22  | 19  | 9   | 53   | 178  | 159  | 6   | ES      | Viertelfinale                              |
| 1997/98 | 46   | 19  | 19  | 8   | 46   | 127  | 145  | 7   | ES      | Viertelfinale                              |
| 1998/99 | 50   | 18  | 20  | 12  | 67   | 133  | 148  | 9   | ES      | nicht erreicht                             |
| 1999/00 | 50   | 18  | 19  | 13  | 75   | 144  | 131  | 8   | ES      | Viertelfinale                              |
| 2000/01 | 50   | 17  | 23  | 10  | 66   | 147  | 149  | 10  | ES      | nicht erreicht                             |
| 2001/02 | 50   | 24  | 14  | 12  | 88   | 156  | 140  | 4   | ES      | Halbfinale                                 |
| 2002/03 | 50   | 21  | 16  | 13  | 79   | 143  | 142  | 6   | ES      | Viertelfinale                              |
| 2003/04 | 50   | 27  | 17  | 8   | 95   | 162  | 116  | 1   | ES      | Schwedischer Meister                       |
| 2004/05 | 50   | 15  | 25  | 10  | 57   | 123  | 163  | 10  | ES      | nicht erreicht                             |
| 2005/06 | 50   | 29  | 11  | 10  | 102  | 164  | 107  | 1   | ES      | Halbfinale                                 |
| 2006/07 | 55   | 25  | 15  | 15  | 93   | 170  | 150  | 2   | ES      | Halbfinale                                 |
| 2007/08 | 55   | 31  | 4   | 13  | 107  | 178  | 132  | 1   | ES      | Schwedischer Meister                       |
| 2008/09 | 55   | 22  | 9   | 13  | 90   | 160  | 144  | 4   | ES      | Finale                                     |
| 2009/10 | 55   | 25  | 5   | 16  | 95   | 188  | 155  | 1   | ES      | Schwedischer Meister                       |
| 2010/11 | 55   | 24  | -   | 16  | 96   | 173  | 143  | 1   | ES      | Viertelfinale                              |
| 2011/12 | 55   | 22  | -   | 16  | 92   | 151  | 130  | 3   | ES      | Viertelfinale                              |
| 2012/13 | 55   | 27  | -   | 16  | 102  | 155  | 124  | 4   | ES      | Viertelfinale                              |
| 2013/14 | 55   | 17  | -   | 27  | 71   | 146  | 182  | 10  | SHL     | Achtelfinale                               |
| 2014/15 | 55   | 25  | -   | 19  | 92   | 145  | 141  | 5   | SHL     | Viertelfinale                              |
| 2015/16 | 52   | 21  | -   | 23  | 75   | 138  | 146  | 9   | SHL     | Viertelfinale                              |
| 2016/17 | 52   | 27  | -   | 14  | 98   | 152  | 99   | 2   | SHL     | Schwedischer Meister                       |
| 2017/18 | 52   | 27  | -   | 25  | 81   | 145  | 143  | 8   | SHL     | Achtelfinale                               |
| 2018/19 | 52   | 25  | -   | 27  | 80   | 136  | 125  | 8   | SHL     | Viertelfinale                              |
| 2019/20 | 52   | 30  | -   | 22  | 89   | 158  | 130  | 5   | SHL     | Keine Play-offs wegen Covid19              |
| 2020/21 | 52   | 17  | -   | 35  | 51   | 127  | 167  | 14  | SHL     | Abstieg in die HockeyAllsvenskan           |
| 2021/22 |      |     |     |     |      |      |      |     | HA      |                                            |
| Total   | 1019 | 417 | 190 | 412 | 1255 | 3227 | 3224 |     |         |                                            |

Legende:
Sp = Spiele; S = Siege; N = Niederlagen; U = Unentschieden; Pkt. = Punkte; T = Tore; Ggt = Gegentore, ES = Elitserien, SHL = Svenska Hockeyligan

### Nicht mehr zu vergebende Trikotnummern

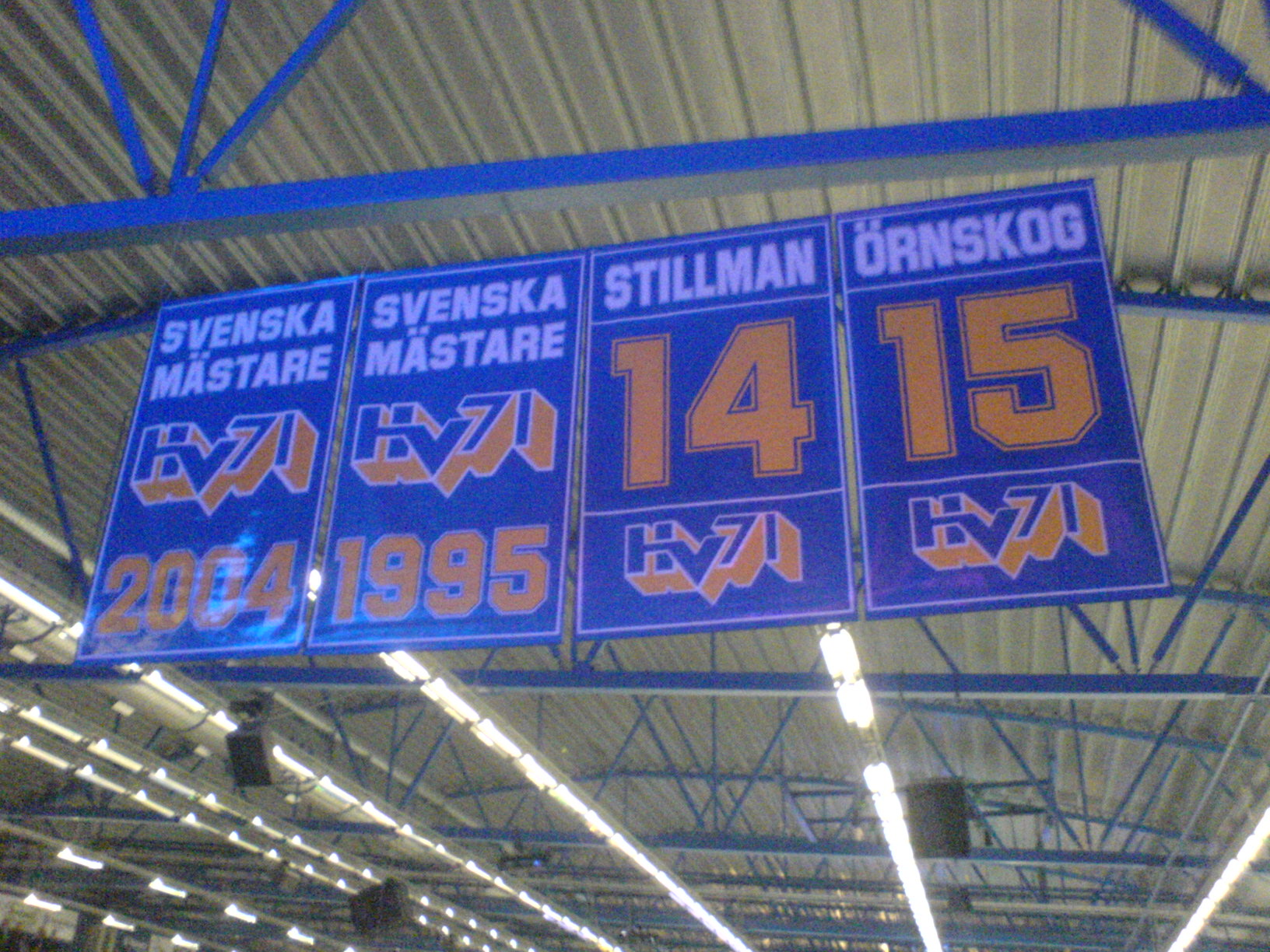
Banner der zwei ersten Meisterschaften sowie die zwei ersten nicht mehr zu vergebende Trikotnummern des Klubs

| Nr. | Spieler          | Position | bei HV71             | Datum              |
| --- | ---------------- | -------- | -------------------- | ------------------ |
| 1   | Stefan Liv       | G        | 1999–2006, 2007–2010 | 10. Januar 2012    |
| 7   | Per Gustafsson   | D        | 1988–1996, 1999–2010 | 18. September 2010 |
| 14  | Fredrik Stillman | D        | 1982–1995, 1996–2001 | 26. Dezember 2001  |
| 15  | Stefan Örnskog   | LW       | 1987–1998, 1999–2001 | 26. Dezember 2001  |
| 76  | Johan Davidsson  | C        | 1993–1997, 2001–2013 | 27. September 2014 |

## Eishallen
2000 zog HV71 in die Kinnarps Arena ein, die, während der Spielbetrieb weiter ging, um die alte Rosenlundshallen, die erste völlig geschlossene Eishalle in Schweden, die 1958 eröffnet wurde, herum gebaut wurde. Damit stieg die mögliche Zuschauerzahl von 4.500 auf 6.300. Durch einen Stadionausbau finden seit der Saison 2004/05 über 7.000 Zuschauer, darunter 1.100 Stehplatz-Zuschauer, Platz. Seit 2020 heißt die Spielstätte Husqvarna Garden.